# Mirosternus simplex
Mirosternus simplex là một loài bọ cánh cứng thuộc họ Ptinidae.